# Lago Epuyén
Lago Epuyén est une localité rurale argentine située dans le département de Cushamen, dans la province de Chubut.

## Géographie et tourisme
La localité dépend administrativement d'Epuyén, dont le centre urbain se trouve à environ 6 km à l'ouest. Il est situé sur la rive orientale du lac Epuyén, une importante attraction touristique, et adjacent au parc municipal de Puerto Bonito. Elle possède une école primaire, l'électricité et le gaz naturel. Ses principales activités sont le tourisme et les fruits fins.

## Démographie
La localité compte 392 habitants (Indec, 2010), ce qui représente une augmentation de 4 % par rapport au précédent recensement de 2001 qui comptait 377 habitants.